# Noccaea papyracea
Noccaea papyracea là một loài thực vật có hoa trong họ Cải. Loài này được (Boiss.) Khosravi, Mummenhoff & Mohsenzadeh mô tả khoa học đầu tiên năm 2008.